# Кусаие (штат)
Кусаие (Косраэ; англ. Kosrae [ko.sʲa.e] Косяэ) — один из четырёх штатов Федеративных Штатов Микронезии. Расположен на востоке страны.
Население — 6616 чел. (перепись 2010), плотность населения — 60,70 чел./км². Остров Кусаие, входящий в состав одноимённого штата, является самым восточным из Каролинских островов. Он расположен в 590 км к северу от экватора, между островом Гуам и Гавайскими островами. Его площадь суши — 109 км². Административный центр — город Тофол. До 1977 года был частью штата Понпеи (ранее Понапе).

## География
Косраэ — самый восточный штат Федеративных Штатов Микронезии. На западе территория граничит с микронезийским штатом Понпеи. Площадь 109 км², из них около 98 % приходится на главный остров Косраэ.
На искусственном острове у северо-западного побережья расположен Аэропорт Косраэ.

## Административное деление
Остров Кусаие делится на 4 муниципалитета и является самым восточным из Каролинских островов. Из первоначальных пяти муниципалитетов 1980 года Валунг был включен в состав Тафунсака в 1980-х годах.
| № | Муниципалитет (русск.) | Муниципалитет (анг.) | Площадь, км² | Население, чел. (2010) |
| - | ---------------------- | -------------------- | ------------ | ---------------------- |
| 1 | Лелу                   | Lelu                 | 21,5         | 2160                   |
| 2 | Малем                  | Malem                | 16,8         | 1300                   |
| 3 | Утве                   | Utwe                 | 28,5         | 983                    |
| 4 | Тафунсак               | Tafunsak             | 42,8         | 2173                   |
|   | Всего                  |                      | 109,6        | 6616                   |

Столица штата Косраэ — Тофол в муниципалитете Лелу, расположенном на восточном побережье острова Косраэ.
Первоначально, в 1977 году, когда из штата Понпеи был выделен штат Косраэ, было образовано пять муниципалитетов. Пятый муниципалитет, Валунг, был самым маленьким муниципалитетом с населением 151 человек (1980 г.) и позже был включен в состав муниципалитета Тафунсака.

## История
В 1979 году Каролинские острова получили статус «свободно ассоциированной с США территории» (соглашение подписано в 1982 году). 10 мая 1979 года Косраэ ратифицировал Конституцию Федеративных Штатов Микронезии и стал неотъемлемой частью этой страны после провозглашения официальной независимости 3 ноября 1986 года. Формально независимая с 3 ноября 1986 года, Микронезии остаётся тесно связанной с США (статус «свободной ассоциации с США») и сильно зависит от американской экономической помощи. По договору об ассоциации, США обязаны обеспечивать оборону и финансово дотировать Федеративные Штаты Микронезии.

## Губернаторы
1. Джейкоб Нена (Jacob Nena) с 1979 по 1983.
2. Ёсиво П. Джордж (Yosiwo P. George) с 1983 по 1991.
3. Тёрстон К. Сиба (Thurston K. Siba) с 1991 по 1995.
4. Мозеш Т. Макуэлунг (Moses T. Mackwelung) с 1995 по 1999.
5. Ренсли А. Сигра (Rensley A. Sigrah) с 1999 по 2007.
6. Линдон Х. Джексон (Lyndon H. Jackson) с января по февраль 2007 (исполняющий обязанности).
7. Роберт Д. Вайлбахер (Robert J. Weilbacher) с 2007 по настоящее время.

## Веб-ссылка
- Foreign Ships in Micronesia: Kosrae (англ.).